# Mauesia
Mauesia is een kevergeslacht uit de familie van de boktorren (Cerambycidae). De wetenschappelijke naam van het geslacht werd voor het eerst geldig gepubliceerd in 1956 door Lane.

## Soorten
Mauesia omvat de volgende soorten:
- Mauesia acorniculata Júlio, 2003
- Mauesia bicornis Júlio, 2003
- Mauesia cornuta Lane, 1956
- Mauesia panamensis Moysés & Galileo, 2009
- Mauesia simplicis Moysés & Galileo, 2009
- Mauesia submetallica Martins & Galileo, 2010